# 스펙트럼 기하학
스펙트럼 기하학(영어: Spectral geometry)은 다양체의 기하학적 구조와 표준적으로 정의된 미분 연산자의 스펙트럼 사이의 관계에 관한 수학 분야이다. 닫힌 리만 다양체의 라플라스-벨트라미 연산자의 경우가 가장 집중적으로 연구되었지만 미분 기하학의 다른 라플라스 연산자도 조사되었다. 이 분야는 직접 문제와 역 문제라는 두 가지 종류의 질문을 다룬다.
역 문제는 라플라시안의 고유값에 대한 정보로부터 기하학의 특징을 식별하려고 한다. 이런 종류의 초기 결과 중 하나는 1911년 다비트 힐베르트의 적분 방정식 이론을 사용하여 유클리드 공간의 경계 영역의 부피가 라플라스 연산자의 디리클레 경계값 문제에 대한 고유값의 점근적 성질로부터 결정될 수 있음을 보여준 헤르만 바일에 의한 것이다. 이 질문은 일반적으로 Mark Kac의 유명한 문구 "북의 모양을 들을 수 있는가?"로 표현된다. Pleijel과 Minakshisundaram이 얻은 바일의 점근 공식을 개선하면 곡률 텐서의 공변 미분과 관련된 일련의 국소 스펙트럼 불변량들이 생성되며, 이는 특수한 종류의 다양체에 대한 스펙트럼 성질을 설정하는 데 사용할 수 있다. 그러나 존 밀너가 제시한 예에서 알 수 있듯이 고유값 정보는 다양체의 등거리 변환 동치류를 결정하는 데 충분하지 않다(isospectral 참조). 스나다 토시카즈의 일반적이고 체계적인 방법은 아이소스펙트럴 다양체 현상을 명확하게 하는 진정한 방법을 탄생시켰다.
직접 문제는 기하학에 대한 지식을 바탕으로 리만 다양체의 고유값 동작을 추론하려고 시도한다. 직접적인 문제에 대한 해법은 첫 번째 양의 고유값과 등주 상수(치거 상수) 사이의 관계를 제공하는 치거 부등식으로 대표된다. 치거의 연구(예를 들어 R. Brooks 및 P. Buser) 이후 부등식에 대한 다양한 버전이 확립되었다.

## 같이 보기
- 아이소스펙트럴
- 북의 모양 듣기

## 참고 자료
- Berger, Marcel; Gauduchon, Paul; Mazet, Edmond (1971), 《Le spectre d'une variété riemannienne》, Lecture Notes in Mathematics (프랑스어) 194, Berlin-New York: Springer-Verlag.
- Sunada, Toshikazu (1985), “Riemannian coverings and isospectral manifolds”, 《Ann. of Math.》 121 (1): 169–186, doi:10.2307/1971195, JSTOR 1971195.